# Rafael Comenge Dalmau
Rafael Comenge Dalmau (Alberic, 16 de juliol de 1865 - 30 de desembre 1934) fou un advocat i polític valencià, diputat a les Corts Espanyoles durant la restauració borbònica.

## Biografia
Va fer el batxillerat als escolapis de València; després es llicencià en dret a la Universitat de València i en filosofia i lletres a la Universitat de Madrid. Exercí com a passant al bufet de Segismundo Moret y Prendergast, alhora que feia de conferenciant a l'Ateneo de Madrid i col·laborava a La Revista Contemporánea (1879-1882), El Progreso (1891), La Reforma (1899) i El Heraldo de Madrid (1902-1906). S'afilià al Partit Liberal i fou elegit diputat a Corts pel districte de Castuera (província de Badajoz), aleshores el diputat més jove (26 anys). Les seves crítiques al govern de Cánovas del Castillo, però, li van valdre sancions i fins i tot un empresonament.
També col·laborà a la premsa valenciana: Las Provincias, Diario de Valencia, El Mercantil Valenciano. Amb Segismundo Moret fou Fiscal Contenciós a les Filipines, secretari de l'ambaixada a París, governador civil de Canàries, Granada (1899), València (1906) i Màlaga (1912), i diputat pel districte d'Alzira a les eleccions generals espanyoles de 1916. També és autor de peces costumistes i d'algun assaig.

## Obres
- El roder Micalet Mars o el honrado sin honra
- El bandido de Fontfreda
- Viaje al Japón
- Antología de las Cortes de Cádiz (1912)
- El credo de las catacumbas
- Séneca y San Pablo
- Autenticidad de los Evangelios cristianos
- El juego, código rural
- Sueños y teorías
- Historia de la familia y la propiedad
- Libro del esplendor (Biblia de la cabala)